# Cascades Dinner
Les cascades Dinner són tres caigudes d'aigua de la part superior del riu Barron, situades a la regió de Far North de Queensland, Austràlia.

## Localització i característiques
Les cascades es trobrn a aproximadament 25 km al sud d'Atherton, a l'altiplà Atherton, prop del cràter Mount Hypipamee, al Parc Nacional Mount Hypipamee. La més baixa de la sèrie de cascades és una llarga caiguda d'aigua, la secció mitjana està formada per tres cascades segmentades, mentre que la cascada de la part superior té una forma triangular a mesura que l'aigua cau des de l'altiplà.
L'accés a les cascades és a través d'una pista de senderisme.